# Opoku Ware I
Opoku Ware I (Kumasi, 1700 – Kumasi, 1750) è stato il terzo re degli Ashanti dal 1720 (secondo altre fonti 1718) fino alla sua morte.

## Biografia
Opoku Ware I apparteneva alla tribù Oyoko della Confederazione Ashanti che occupava parte dell'attuale Ghana. Egli è riconosciuto come il costruttore della potenza dell'Impero Ashanti.
Si sposò ed ebbe due figli di nome Adusei Atwenewa e Adusei Kra. Succedette al prozio Osei Kofi Tutu I come sovrano degli Ashanti.
Durante il suo regno come sovrano, dal 1720 (alcune fonti indicano 1718,) alla sua morte nel 1750, combatté contro la tribù dei Bono, un altro Stato confinante, sconfiggendoli nel 1723. Tra il 1741 ed il 1744, re Opoku combatté e vinse diverse altre guerre.